# ルーツ (漫画家)
ルーツ（1988年 3月22日- ）は、日本の漫画家、漫画原作者、アマチュア映像作家、元ゲーム実況プレイ動画作者。北海道出身。男性。既婚。

## 来歴

### ゲーム実況者として
2008年2月、自身が中学校2年のときにRPGツクールで作成したゲーム『in those days!』の実況プレイ動画をニコニコ動画に投稿した事を皮切りに、様々なゲームの実況を投稿し一躍人気投稿者になる。『in those days!』の実況動画は、2009年2月に放送されたNHK『ザ☆ネットスター!』で人気動画として紹介される。
2011年1月27日、ゲーム実況動画から引退することをブログにて発表した。「やっていてもあまり楽しいと感じず、苦痛だと思うことのほうが多くなった」と理由を語っている。

### 漫画家・漫画原作者として
2007年頃まではあぺるご名義でweb漫画を投稿していた。現在は名前が二つあるのが面倒とのことで使われていない。
2009年4月、動画投稿者としての活動が雑誌編集者の目に止まり、幻冬舎のウェブマガジン『Webマガジン幻冬舎』内で他の人気実況動画投稿者達と共に連載コーナー『実況野郎B-TEAM』を持つ。この中で4コマ漫画『するめいか』を発表し、漫画家として商業デビュー。同作品は、同年11月より同じ幻冬舎の月刊誌『コミックバーズ』で8pストーリー漫画として連載が開始された。さらにこの作品を自らアニメ化してニコニコ動画に投稿し、2012年現在第4期まで発表されている。2011年にニコニコ静画でも漫画を公開。同年放送されたNHK『MAG・ネット』でも取り上げられる。
2012年2月、自身の代表作である『てーきゅう』を連載開始(原作:ルーツ、漫画:Piyo)、同年10月にアニメ化され、連載約半年での発表に話題を集めた。

## 作品リスト

### 漫画作品
- するめいか（『Webマガジン幻冬舎』 2009年4月配信 - 2010年3月配信、『コミックバーズ』 2010年1月号 - 2013年11月号）
- てっぽう!（『livedoor デイリー4コマ 2nd』 2009年9月配信 - 10月配信）
- 魔王部下業界（『livedoor デイリー4コマ 2nd』 2009年11月配信 - 2010年3月配信）
- 自動販売機戸部さん（『電撃大王ジェネシス』 2011 Vol.3（2011年7月発売） - 2012 Vol.6（2012年11月発売） 連載誌の休刊をもって連載終了。単行本全1巻）
- うわばきっず（『コミック アース・スター』2014年1月号 - 2015年5月配信）
- 自分がツインテールのかわいい女の子だと思い込んで、今日の出来事を4コマにする。（『ニコニコ静画』2014年6月掲載 - ）
  - ルーツレポ（『ねとらぼ』2017年7月配信 - 2022年6月配信）
- たのしいたのしいぼくらののみかい（『コミックバーズ』2014年9月号 - 2015年3月号）
- 椎名ややこはややこしい（『ニコニコ静画』2015年5月掲載 - ）
- ルーツビア（『コミック アース・スター』 2017年2月配信 - 9月配信）
- 異世界のトイレで大をする。（『ヤングチャンピオン烈』2018年No.2（2018年1月発売） - 2020年No.8（2020年7月発売））
- 亀戸お遊び組（『ツイシリ』2023年7月配信 - ）

### 漫画原作
- てーきゅう（『コミック アース・スター』 2012年 - 2018年）
- 高宮なすのです!（『コミック アース・スター』 2014年5月号 - 2015年10月配信）
- うさかめ（『コミック アース・スター』 2015年9月配信 - 2016年6月配信）
- お姉ちゃんはゲームをすると人が変わるお姉ちゃん（『ヤングチャンピオン烈』 2020年No.10 - 、作画：むにゅう）

### 実況作品（オリジナルのみ）
- in those days!（『ニコニコ動画』 2008年2月 - 8月）
- Sight excite
- のべるげ!（『ニコニコ動画』 2008年10月 - 2009年2月）

### 自主制作アニメ
- するめいかシリーズ
  - するめいか（『ニコニコ動画』 2009年7月 - 9月）
  - するめいか 二枚目（『ニコニコ動画』 2009年12月 - 2010年3月）
  - するめいかさん（『ニコニコ動画』 2010年7月 - 11月）
  - するめいか氏（『ニコニコ動画』 2011年6月 - 8月）
- 自分がツインテールのかわいい女の子だと思い込んで、今日の出来事をアニメにする。（『ニコニコ動画』 2014年11月 - ）
- てーきゅう 9.5期（『ニコニコ動画』 2024年10月 - ）

## 出演

### 声優
- するめいか - 本人役（2009年）
- するめいか二枚目 - 本人役 （2009年）
- するめいかさん - 本人役、田中賢治（2010年）
- するめいか氏 - 本人役（2011年）
- てーきゅう - ミラドル将軍、男子生徒

### テレビ番組
- ヤマノススメ! てーきゅう! コミック アース・スター 大晦日スペシャル（TOKYO MX：2014年12月31日）[10]

### Web番組
- オリエンタルラジオのマンガアニメの日（Yahoo!バラエティ(よしもとオンライン)：2010年8月27日）
- TVアニメ「てーきゅうベストセレクション」放送配信記念特別番組!（ニコニコ生放送(てーきゅうベストセレクションチャンネル)：2014年7月3日）[11]
- TVアニメ「てーきゅう4期」&「高宮なすのです!」放送記念特別番組!（ニコニコ生放送(てーきゅう4期チャンネル)：2015年4月7日）[12]
- アース・スター ドリームのニコ生「うさかめ」特集（ニコニコ生放送(アース・スター ドリーム)：2016年1月29日）[13]
- ヲタ×マニ ＃2 〜『クロノ・トリガー』の巻〜（ニコニコ生放送(ゲーム実況天国)：2016年11月2日）[14]
- 実況者アニメガタリン 〜2017年夏〜（ニコニコ生放送(ゲーム実況天国)：2017年8月6日）[15]

### ラジオ
※はインターネット配信。
- THE KINGS PLACE（J-WAVE：2013年8月5日、12日、19日）ゲスト出演[16]
- A&G ARTIST ZONE THE CATCH（超!A&G+※：2015年6月15日）ゲスト出演

### イベント
- れとまちのともだちんち（2010年4月10日）[17]
- とことん”生”実況! ニコニコゲームナイト（2010年7月31日）[18]
- うめ「大東京トイボックス」×ルーツ「するめいか」コミック発売記念スペシャルコラボトークイベント（2010年8月29日）[19]
- ニコニコ超会議（2012年4月29日）カテゴリーブース「ニコニコ静画&漫画」[20]
- てーきゅう祭り in マチアソビ（2013年10月12日）[21]
- Animelo Summer Live 2014 -ONENESS-（2014年8月31日）てーきゅう特設会場スペシャルゲスト[22]
- アース・スターまつり2014 時代を導く星になれ!（2014年12月14日）1回目のみ出演[23]
- てーきゅうトークショー in マチ★アソビ（2016年10月9日）[24]

## 脚註
1. 1 2  “Webマガジン幻冬舎：お前の目玉は節穴か 第7回 注目の新人、ルーツインタビュー 前編” (2010年8月10日). 2010年8月21日閲覧。
2. ↑  2014年7月11日、自身のTwitterにて発表。
3. ↑  “ニコニコ動画の人気ゲーム実況者たちに聞く-大ブームの「ゲーム実況動画」ってなんですか?：ソフトバンク ビジネス+IT” (2009年4月30日). 2010年8月21日閲覧。
4. ↑  ルーツ (2011年1月27日). “ゲーム実況について”.   ルーツ家総本山. 2015年4月20日閲覧。
5. ↑  “自分がツインテールのかわいい女の子だと思い込んで「ゲーム実況」の思い出をレポートする”. ねとらぼ. 2024年12月24日閲覧。
6. ↑  “ASCII.jp：ニコ動でゲーム実況してたら漫画家に 「するめいか」作者が語る” (2010年7月9日). 2010年8月21日閲覧。
7. ↑  “日々是遊戯：「ニコニコ動画」の有名実況プレイヤー4名が、Webマガジン幻冬舎で連載開始 - ITmedia Gamez” (2009年4月14日). 2010年8月21日閲覧。
8. ↑  NHK. “データベースで探す”. NHKクロニクル. 2024年12月24日閲覧。
9. ↑  “てーきゅう：連載わずか5カ月でテレビアニメ化決定 - MANTANWEB（まんたんウェブ）”. MANTANWEB（まんたんウェブ）. 2024年12月24日閲覧。
10. ↑  TVアニメ「てーきゅう」公式 の2014年12月31日のツイート、2017年9月15日閲覧。
11. ↑  TVアニメ「てーきゅう」公式 の2014年7月2日のツイート、2017年9月15日閲覧。
12. ↑  TVアニメ「てーきゅう」公式 の2015年3月31日のツイート、2017年9月15日閲覧。
13. ↑  TVアニメ「てーきゅう」公式 の2016年1月24日のツイート、2017年9月15日閲覧。
14. ↑  “ルーツ、サカモト教授、クロノシ出演！愛を語らうトークバラエティ『ヲタ×マニ ＃2 ～『クロノ・トリガー』の巻～』を11/2(水)20時放送！”. ゲーム実況天国ブロマガ.  Gzブレイン. 2017年9月15日閲覧。
15. ↑  “漫画家ルーツ氏、アニメ9期＆第100面を迎えた『てーきゅう』の“ルーツ”を語る。「影響を受けた作品は？」「連載のきっかけは？」”. ニコニコニュース オリジナル (ドワンゴ). (2017年8月11日) 2017年9月15日閲覧。
16. ↑  “KINGS MEETING”. THE KINGS PLACE.   J-WAVE. 2013年9月3日時点のオリジナルよりアーカイブ。2017年9月20日閲覧。
17. ↑  “レトロゲームを遊んで『Twitter』に集う『れとげのまち』主催のライブイベント『れとまちのともだちんち』レポート”. ガジェット通信.  東京産業新聞社 (2010年4月12日). 2017年9月20日閲覧。
18. ↑  “ニコニコゲームナイト”. 2017年9月20日閲覧。
19. ↑  “うめ×ルーツのトークイベント開催。整理券配布は本日から”. コミックナタリー.   ナターシャ (2010年8月6日). 2017年9月20日閲覧。
20. ↑  “ニコニコ静画&漫画”. ニコニコ超会議 公式サイト.  ニコニコ動画. 2017年9月20日閲覧。
21. ↑  “10/12　てーきゅう祭り in マチアソビ開催決定！トークショーや本編上映即興コメンタリー＆サイン即売会など盛りだくさん！”. TVアニメ『てーきゅう』公式サイト.   亀井戸高校テニス部 (2013年10月2日). 2017年9月12日閲覧。
22. ↑  TVアニメ「てーきゅう」公式 の2014年8月31日のツイート、2017年9月12日閲覧。
23. ↑  “「アース・スターまつり2014」に参戦決定！”. TVアニメ『てーきゅう』公式サイト.   亀井戸高校テニス部 (2014年11月21日). 2017年9月12日閲覧。
24. ↑  “てーきゅうトークショーinマチ★アソビVol.17参加決定!!”. TVアニメ『てーきゅう』公式サイト.   亀井戸高校テニス部 (2016年10月7日). 2017年9月29日閲覧。